# Yamaha YM2149

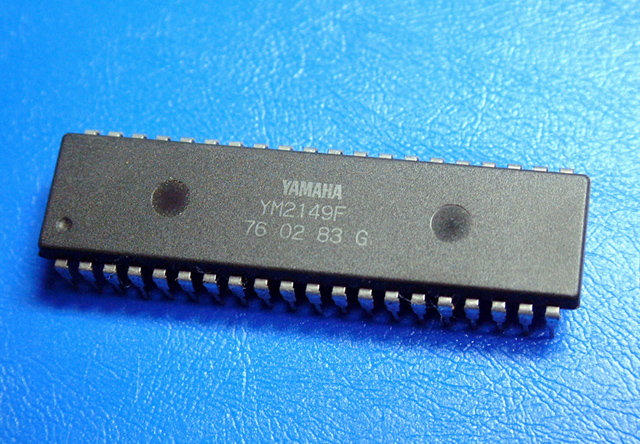
Yamaha YM2149

De YM2149 is een door Yamaha ontwikkelde driestemmige geluidschip. De chip is een onder licentie geproduceerde AY-3-8910 van General Instrument.
Zowel de YM2149 als het origineel AY-3-8910 waren destijds populaire chips en werden toegepast in vele speelhalspellen, de Intellivision en Vectrex spelcomputers en thuiscomputers als MSX, Atari ST, Amstrad CPC, Oric-1 en Sinclair ZX Spectrum+ 128. Ook werd de chip door Apple gebruikt in de Mockingboard-geluidskaarten voor computers uit de Apple II-reeks.
De chip produceert gelijkwaardige resultaten als de Texas Instruments SN76489 en was rond dezelfde periode op de markt verkrijgbaar.
De chips worden niet langer vervaardigd, maar een beperkte voorraad is nog verkrijgbaar voor onderhoud en reparatie van oude apparaten. Een gelijkwaardige VHDL-beschrijving is geschreven voor het gebruik van in FPGA-herbouwde van speelhalmachines en apparaten die hierboven zijn vermeld. De VHDL-broncode is beschikbaar op het internet en vult, na compilatie, ongeveer 10% van een Xilinx XC2S300 FPGA.
De Yamaha YM2149 heeft dezelfde pinout als de AY-3-8910 met als klein, maar minder belangrijk, verschil dat pinnummer 26 de hoofdklok kon halveren indien deze omlaag getrokken werd. Indien niet verbonden, zoals het zou zijn ter vervanging van een AY-3-8910, zou het intern uitgetrokken worden en de hoofdklok niet halveren, precies als de AY-3-8910 zou doen.